# Turniej o Srebrny Kask 2023
Turniej o Srebrny Kask 2023 – 62. edycja turnieju, corocznie organizowanego przez PZMot. Rozegrano trzy turnieje eliminacyjne oraz finał, który odbył się w dniu Święta Pracy, 1 maja 2023 roku na Arenie Częstochowa w Częstochowie oraz triumfował Bartłomiej Kowalski.

## Wyniki
- Częstochowa, 1 maja 2023
- Sędzia: Artur Kuśmierz
- NCD: Bartłomiej Kowalski – 65,16 w wyścigu 4[2]

| Msc. | Zawodnik              | Klub         | Pkt  |             |  |
| ---- | --------------------- | ------------ | ---- | ----------- |  |
| 1    | Bartłomiej Kowalski   | Wrocław      | 13   | (3,2,3,3,2) |  |
| 2    | Damian Ratajczak      | Leszno       | 11+3 | (2,3,3,1,2) |  |
| 3    | Kacper Pludra         | Grudziądz    | 11+2 | (0,3,2,3,3) |  |
| 4    | Oskar Paluch          | Gorzów Wlkp. | 9    | (3,1,3,2,w) |  |
| 5    | Krzysztof Sadurski    | Krosno       | 8    | (1,0,1,3,3) |  |
| 6    | Kacper Grzelak        | Ostrów Wlkp. | 8    | (3,1,0,1,3) |  |
| 7    | Jakub Krawczyk        | Ostrów Wlkp. | 8    | (0,2,1,2,3) |  |
| 8    | Mateusz Bartkowiak    | Gorzów Wlkp. | 8    | (2,2,3,0,1) |  |
| 9    | Wiktor Przyjemski     | Bydgoszcz    | 8    | (0,1,2,3,2) |  |
| 10   | Denis Zieliński       | Krosno       | 7    | (2,3,2,0,0) |  |
| 11   | Krzysztof Lewandowski | Toruń        | 7    | (1,2,2,1,1) |  |
| 12   | Mateusz Dul           | Łódź         | 6    | (1,3,1,0,1) |  |
| 13   | Kajetan Kupiec        | Częstochowa  | 6    | (1,0,1,2,2) |  |
| 14   | Michał Curzytek       | Zielona Góra | 5    | (3,0,0,2,0) |  |
| 15   | Franciszek Karczewski | Częstochowa  | 5    | (2,1,0,1,1) |  |
| 16   | Karol Żupiński        | Poznań       | 0    | (0,0,0,0,d) |  |
| 17   | Jakub Poczta          | Ostrów Wlkp. | 0    | (t)         |  |

Bieg po biegu
1. [65,94] Grzelak, Bartkowiak, Lewandowski, Pludra
2. [65,19] Paluch, Ratajczak, Kupiec, Przyjemski
3. [65,69] Curzytek, Karczewski, Sadurski, Krawczyk
4. [65,16] Kowalski, Zieliński, Dul, Żupiński
5. [67,37] Dul, Krawczyk, Grzelak, Kupiec
6. [65,65] Ratajczak, Lewandowski, Karczewski, Żupiński
7. [65,66] Pludra, Kowalski, Przyjemski, Sadurski
8. [66,18] Zieliński, Bartkowiak, Paluch, Curzytek
9. [66,31] Ratajczak, Zieliński, Sadurski, Grzelak
10. [65,34] Kowalski, Lewandowski, Kupiec, Curzytek
11. [66,66] Paluch, Pludra, Krawczyk, Żupiński
12. [67,38] Bartkowiak, Przyjemski, Dul, Karczewski
13. [67,44] Przyjemski, Curzytek, Grzelak, Żupiński
14. [67,63] Sadurski, Paluch, Lewandowski, Dul
15. [66,78] Pludra, Kupiec, Karczewski, Zieliński
16. [66,22] Kowalski, Krawczyk, Ratajczak, Bartkowiak
17. [68,10] Grzelak, Kowalski, Karczewski, Poczta (t)
18. [66,91] Krawczyk, Przyjemski, Lewandowski, Zieliński
19. [67,16] Pludra, Ratajczak, Dul, Curzytek
20. [67,75] Sadurski, Kupiec, Bartkowiak, Żupiński (d/4)

Bieg dodatkowy o 2. miejsce
1. [66,22] Ratajczak, Pludra